# Opistognathus crassus
Opistognathus crassus är en fiskart som beskrevs av Smith-vaniz 2010. Opistognathus crassus ingår i släktet Opistognathus och familjen Opistognathidae. Inga underarter finns listade i Catalogue of Life.